# Stenoptera
Stenoptera ist eine Gattung aus der Familie der Orchideen (Orchidaceae). Sie besteht aus etwa sechs Arten krautiger Pflanzen, die in Südamerika beheimatet sind.

## Beschreibung
Die Arten der Gattung Stenoptera sind terrestrisch wachsende, krautige Pflanzen. Die Wurzeln stehen büschelweise beisammen und sind faserig bis fleischig. Die Blätter bilden eine grundständige Rosette oder stehen am Spross verteilt. Sie sind mehr oder weniger zweizeilig angeordnet.
Der traubige, endständige Blütenstand erscheint, nachdem die Blätter voll entwickelt sind. Er trägt im oberen Bereich zahlreiche nicht resupinierte, kleine, dicht gedrängt stehende Blüten. Der Blütenstandsstiel ist oft behaart, er wird von Hochblättern lose umfasst. Die drei gleich gestalteten Sepalen sind an der Basis zu einer schmalen Röhre verwachsen, die Spitzen sind frei, ausgebreitet bis zurückgebogen. Die seitlichen Petalen sind linealisch, ausgebreitet, sie haften nicht am dorsalen Sepal an. Die Lippe ist fleischiger als die anderen Blütenblätter, ihr Rand ist allerdings dünn. An der Basis ist sie lang genagelt, die Spreite ist helmförmig gebogen und umfasst mit den Rändern die Säule. Die Säule ist mehr oder weniger gebogen, sie reicht nicht über die Ansatzstelle am Fruchtknoten hinaus (ohne „Fuß“). Die Narbe ist groß und sitzt vorne am Ende der Säule. Das Staubblatt ist zweikammrig, die Pollinien sind von körniger Textur, die Klebscheibe ist nur undeutlich ausgebildet. Die Säule umgibt das Staubblatt mit einem dünnen, haubenförmig über dieses gewachsene Gewebe (Klinandrium). Das Trenngewebe zwischen Narbe und Staubblatt (Rostellum) ist groß und gerade, es endet gerade abgeschnitten oder mit einer aufgesetzten Spitze.

## Vorkommen
Stenoptera kommt in den Anden vor (Kolumbien, Ecuador und Peru) sowie im Norden Brasiliens. Die Pflanzen wachsen in Höhenlagen von 800 bis 3600 Meter in lichtem Wald, Páramo und an offenen, steinigen Hängen.

## Systematik und botanische Geschichte
Stenoptera wird innerhalb der Tribus Cranichideae in die Subtribus Cranichidinae eingeordnet. Verwandte Gattungen sind Aa, Altensteinia, Gomphichis, Myrosmodes und Porphyrostachys. Diese Gruppe wurde auch schon als Subtribus Prescottiinae abgetrennt, allerdings ist gerade die nahe Verwandtschaft zur namensgebenden Prescottia fraglich. Stenoptera ist dabei das Schwestertaxon zu einer Klade aus allen anderen oben genannten Gattungen.
Die Gattung wurde 1827 von Karl Bořiwog Presl mit der Typusart Stenoptera peruviana in Reliquiae Haenkeanae Band 1, Seiote 95, Tafel 14 begründet. Er benannte die Gattung mit den griechischen Worten στενός stenos, „schmal“, und πτερόν pteron, „Flügel“, nach den schmalen Petalen der einzigen ihm bekannten Art. Heute sind sechs Arten bekannt:
- Stenoptera acuta Lindl.: Sie kommt vom nördlichen Brasilien bis Peru und dem westlichen Bolivien vor.[3]
- Stenoptera ciliaris C.Schweinf.: Sie kommt in Peru vor.[3]
- Stenoptera ecuadorana Dodson & C.Vargas: Sie kommt in Ecuador vor.[3]
- Stenoptera laxiflora C.Schweinf.: Sie kommt in Peru vor.[3]
- Stenoptera montana C.Schweinf.: Sie kommt in Peru vor.[3]
- Stenoptera peruviana C.Presl: Sie kommt von Kolumbien bis Peru vor.[3]

Nicht mehr zu dieser Gattung wird gerechnet:
- Stenoptera huilaensis Garay => Gomphichis huilaensis (Garay) H.C.Dueñas & Fern.Alonso